# Max Knoevenagel
Max Knoevenagel (* 3. November 1856; † 20. Dezember 1951) war ein deutscher Maschinenfabrikant in Hannover. Er hatte nach dem Tod seines Vaters Albert Knoevenagel im Jahr 1907 bis zu seinem eigenen Tod im Jahr 1951 die Leitung der Maschinenfabrik Knoevenagel inne.

## Lebensweg
Max Knoevenagel war, als Sohn von Albert Knoevenagel und seiner Ehefrau Minna Knoevenagel, geb. Niemeyer (* 31. Dezember 1827; † 22. April 1907), Erbe der von seinem Vater gegründeten Maschinenfabrik Knoevenagel in Hannover. Er war der Ehemann von Adele Uhlenhuth (* 10. August 1871; † 9. Juli 1949), einer Schwester des Hygienikers Paul Uhlenhuth (1870–1957), und damit Schwippschwager des Agrarwissenschaftlers Emil Krüger (1855–1925).
Max und Adele Knoevenagel hatten folgende Kinder:
- Margarete („Grete“) Cramer, geb. Knoevenagel, (* 22. August 1893; † 28. November 1980), verheiratet mit Dr.-Ing. Karl-Friedrich („Fritz“) Cramer, (* 28. Juni 1884; † 2. Januar 1963)
- Albert (junior; * 29. Oktober 1894; † 3. März 1945), verheiratet mit Hildegard („Hilli“) Knoevenagel, geb. Mehrhardt, (* 20. September 1897; † 3. März 1945)
- Hildegard („Hilla“) Mehrhardt, geb. Knoevenagel (* 28. Juni 1898; † 1. Juli 1983), verheiratet mit Karl-Heinrich, (genannt: Karl-Heinz), Mehrhardt

Max und Adele Knoevenagel wohnten in der Alleestr. 1 in Hannover gegenüber der Villa Knoevenagel. Die Villa Knoevenagel unter der heutigen Adresse Alleestraße 36 in Hannover wurde 1887 von dem Architekten Conrad Wilhelm Hase als neugotisches Backsteingebäude entworfen. Bauherr war der Chemiker Ferdinand Fischer. Nur wenige Jahre nach ihrer Fertigstellung, im Jahr 1892, erwarb der Fabrikant Albert Knoevenagel die Villa und schenkte sie im selben Jahr seinem Sohn Max Knoevenagel.
Im Juli 1905 erhielt Knoevenagel das Patent mit der Nr. K. 29 886 für eine „Pumpe mit zwangläufig gesteuertem Einlaßdrehschieber“.
Max Knoevenagel war im Jahr 1905 Vorsitzender des Hannoverschen Bezirksvereins deutscher Ingenieure und zugleich Vorsitzender des Verbandes technisch-wissenschaftlicher Vereine zu Hannover. Im Jahr 1931 wurde ihm das – vom Verein Deutscher Ingenieure (VDI) aus Anlass seines 75-jährigen Bestehens im gleichen Jahr geschaffene – VDI-Ehrenzeichen verliehen. Im Jahr 1950 wurde Max Knoevenagel zum Ehrenmitglied des Gesamtvereins Deutscher Ingenieure (VDI) ernannt.

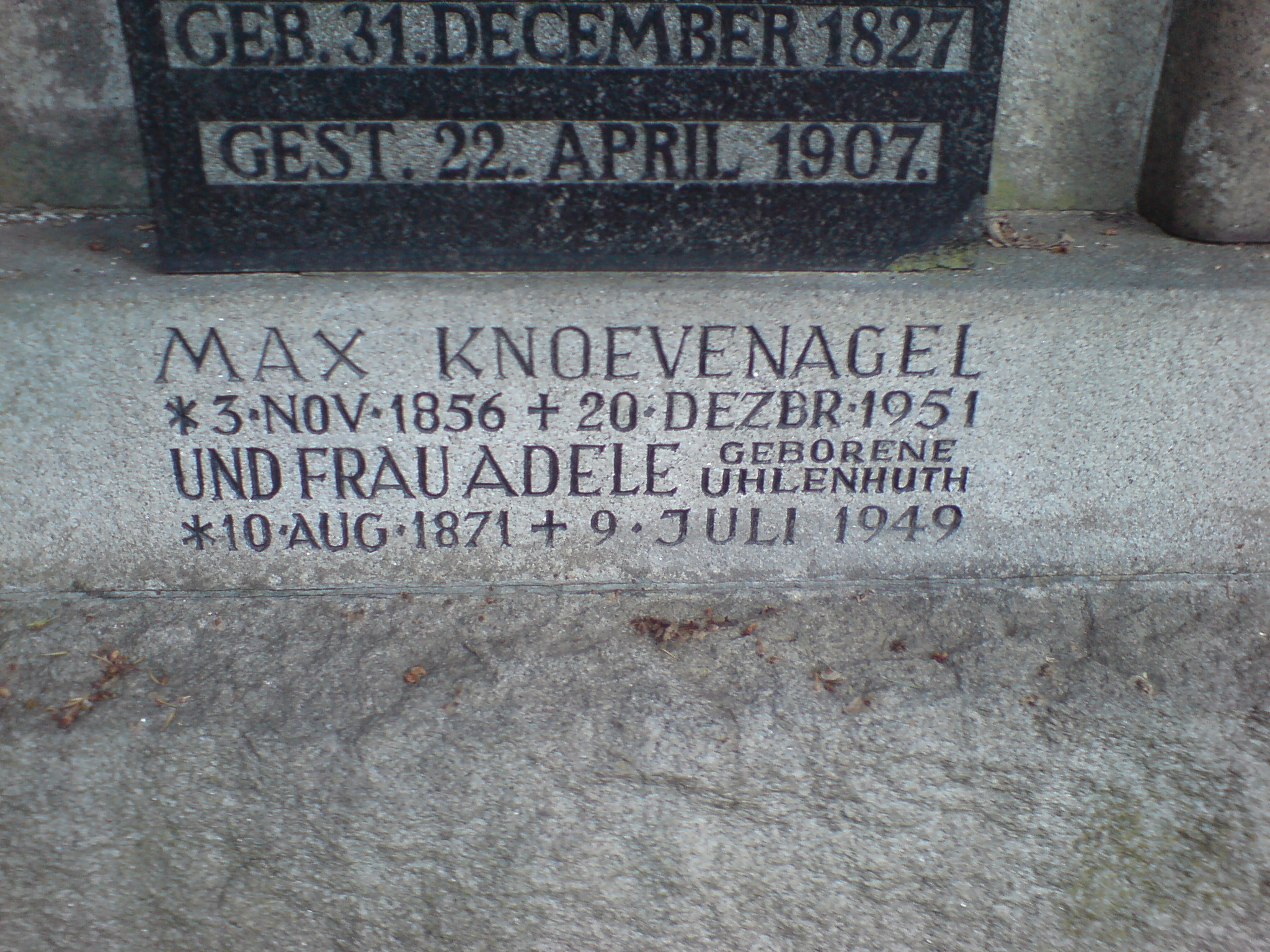
Grabstelle von Max und Adele Knoevenagel auf dem Stadtfriedhof Engesohde

Noch bis zu seinem Tode am 20. Dezember 1951, im Alter von 96 Jahren, hatte Max Knoevenagel die Leitung der Maschinenfabrik Knoevenagel inne. Sein Nachfolger als Geschäftsführer wurde von 1951 bis 1959 sein Schwiegersohn Karl-Heinrich Mehrhardt. Die Firma Knoevenagel hatte Max’ erster Sohn Albert übernehmen sollen, der aber (zugleich mit seiner Ehefrau Hildegard) bei einem Bombenangriff auf Hannover im März 1945 starb. Margarete und ihr Mann Fritz konnten oder wollten die Firma aus unbekannten Gründen nicht weiterführen, daher übernahmen sie Max’ Tochter Hildegard und ihr Mann Karl-Heinrich Mehrhardt.
Max Knoevenagel ist auf dem städtischen Friedhof in Hannover-Engesohde bestattet.